# Allison Janney

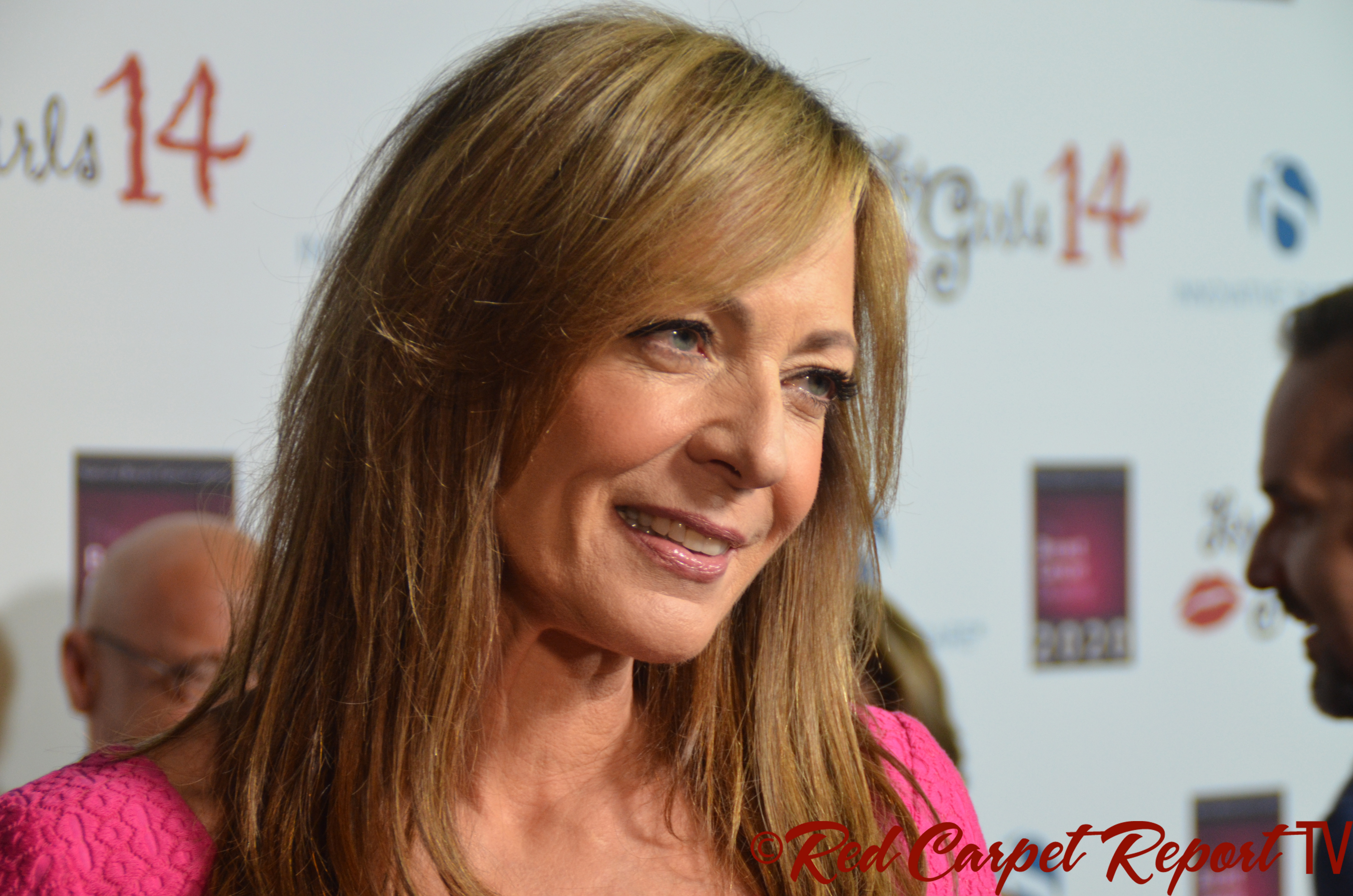
Allison Janney (2014)

Allison Brooks Janney (* 19. November 1959 in Boston, Massachusetts) ist eine US-amerikanische Schauspielerin.
Durch ihre Rollen in American Beauty (1999) und The West Wing erlangte sie größere Bekanntheit. Die Verkörperung der Pressesprecherin C.J. Cregg in The West Wing brachte ihr zwischen 1999 und 2006 vier Emmys ein. Zuvor war sie unter anderem auch als Theaterschauspielerin am Broadway aktiv. Janney spielte zudem in der Filmbiografie I, Tonya (2017) mit und wurde dafür mit einem Oscar in der Kategorie Beste Nebendarstellerin ausgezeichnet.
Insgesamt wurde Janney in ihrer Karriere mit einem Oscar, einem Golden Globe Award sowie sieben Emmys ausgezeichnet.

## Leben und Leistungen
Janney spielte bereits als Schülerin bei einer Collegeaufführung am Kenyon College mit, bei der Paul Newman Regie führte. Später studierte sie am New Yorker Neighborhood Playhouse sowie an der Londoner Royal Academy of Dramatic Art.
Ihre erste Filmrolle spielte Janney an der Seite von Sandra Bullock in der Komödie Youngsters – Die Brooklyn Gang aus dem Jahr 1989. Ihre Rolle im Filmdrama Big Night (1996) von Campbell Scott und Stanley Tucci brachte ihr im Jahr 1997 eine Nominierung für den Chlotrudis Award. Im Abenteuerfilm Sechs Tage, sieben Nächte (1998) spielte sie die Rolle von Marjorie, der Chefin von Robin Monroe (Anne Heche).
Janney spielte von 1997 bis 1998 neben Anthony LaPaglia am Broadway in dem Theaterstück A View From the Bridge von Arthur Miller. Für ihre Rolle erhielt sie einen Drama League Award und war für einen Tony Award nominiert.
Im Filmdrama American Beauty (1999) trat Janney an der Seite von Kevin Spacey und Annette Bening auf. Für ihre Rolle gewann sie im Jahr 2000 mit dem Schauspielerensemble einen Screen Actors Guild Award und den Online Film Critics Society Award.
In den Jahren 1999 bis 2006 spielte Janney in der Fernsehserie The West Wing – Im Zentrum der Macht die Rolle der Pressesprecherin des Weißen Hauses C.J. Cregg. Für diese Rolle wurde sie in den Jahren 2001, 2002, 2003 und 2004 für einen Golden Globe Award nominiert. In den Jahren 2000, 2001, 2002 und 2004 gewann sie einen Emmy, für den sie außerdem 2003 und 2006 nominiert wurde. Im Jahr 2001 erhielt sie einen Golden Satellite Award und 2003 eine Nominierung für den gleichen Preis. In den Jahren 2001 und 2002 erhielt sie einen Screen Actors Guild Award; in den Jahren 2003, 2004, 2005 und 2006 war sie für den Screen Actors Guild Award nominiert. Im Jahr 2000 war sie für den Television Critics Association Award und für den Viewers for Quality Television Award nominiert. 2001 war sie für die TV Guide Awards, 2002 für einen AFI TV Award nominiert.
Im Filmdrama The Hours – Von Ewigkeit zu Ewigkeit (2002) spielte Janney an der Seite von Nicole Kidman, Julianne Moore und Meryl Streep. Für ihre Rolle war sie im Jahr 2003 mit dem Schauspielerensemble für einen Screen Actors Guild Award und für den Phoenix Film Critics Society Award nominiert. Die Rolle im Independent-Film Our Very Own aus dem Jahr 2005 brachte Janney eine Nominierung für den Independent Spirit Award.
Für ihre Rollen in Mom und Masters of Sex erhielt sie 2014 jeweils einen Emmy als beste Nebendarstellerin in einer Comedyserie und als beste Gastdarstellerin in einer Dramaserie. 2015 wurde sie in beiden Kategorien erneut für den Emmy nominiert und gewann in der Kategorie beste Nebendarstellerin in einer Comedyserie ihren siebten Preis. Der bisherige Höhepunkt in ihrer Filmkarriere stellte sich mit der Filmbiografie I, Tonya (2017) ein. Für ihre Nebenrolle als exzentrische Eiskunstlauf-Mutter LaVona Golden wurde sie u. a. 2018 mit dem Oscar und Golden Globe Award ausgezeichnet.

## Filmografie (Auswahl)
- 1989: Youngsters – Die Brooklyn Gang (Who Shot Patakango?)
- 1993–1995: Springfield Story (Guiding Light, Fernsehserie)
- 1994: Schluß mit lustig (Dead Funny)
- 1994: Machen wir’s wie Cowboys (The Cowboy Way)
- 1994: Das Wunder von Manhattan (Miracle on 34th Street)
- 1996: Aliens in the Family (Fernsehserie, Folge 1x08)
- 1996: Big Night
- 1996: Der Hochzeitstag (Faithful)
- 1996: Wer ist Mr. Cutty? (The Associate)
- 1997: Private Parts
- 1997: Der Eissturm (The Ice Storm)
- 1997: In letzter Konsequenz (Julian Po)
- 1997: Solange es noch Hoffnung gibt (...First, Do No Harm)
- 1998: Mit aller Macht (Primary Colors)
- 1998: Liebe in jeder Beziehung (The Object of My Affection)
- 1998: Sechs Tage, sieben Nächte (Six Days Seven Nights)
- 1998: Celebrity – Schön. Reich. Berühmt. (Celebrity)
- 1999: 10 Dinge, die ich an Dir hasse (10 Things I Hate About You)
- 1999: Gnadenlos schön (Drop Dead Gorgeous)
- 1999: American Beauty
- 1999–2006: The West Wing – Im Zentrum der Macht (The West Wing, Fernsehserie, 154 Folgen)
- 2000: Nurse Betty
- 2001: Reine Frauensache (Girls in the City)
- 2002: The Hours – Von Ewigkeit zu Ewigkeit (The Hours)
- 2003: Findet Nemo (Finding Nemo, Stimme)
- 2003: How to Deal – Wer braucht schon Liebe? (How to Deal)
- 2005: Our Very Own
- 2006: Ab durch die Hecke (Over the Hedge, Stimme)
- 2007: Two and a Half Men (Fernsehserie, Folge 4x15)
- 2007: Hairspray
- 2007: Juno
- 2008–2013: Phineas und Ferb (Phineas and Ferb, Fernsehserie, Stimme)
- 2009: Away We Go – Auf nach Irgendwo (Away We Go)
- 2010: Lost (Fernsehserie, Folge 6x15)
- 2011: Mr. Sunshine (Fernsehserie, 13 Folgen)
- 2011: Die Tochter meines besten Freundes (The Oranges)
- 2011: The Help
- 2012: Liberal Arts
- 2012: Noch tausend Worte (A Thousand Words)
- 2013: Ganz weit hinten (The Way, Way Back)
- 2013: Veep – Die Vizepräsidentin (Veep, Fernsehserie, Folge 2x08)
- 2013–2015: Masters of Sex (Fernsehserie, 9 Folgen)
- 2013–2021: Mom (Fernsehserie)
- 2014: Die Abenteuer von Mr. Peabody & Sherman (Mr. Peabody & Sherman, Stimme)
- 2014: Tammy – Voll abgefahren (Tammy)
- 2014: Get on Up
- 2014: Wie schreibt man Liebe (The Rewrite)
- 2015: DUFF – Hast du keine, bist du eine (The Duff)
- 2015: Spy – Susan Cooper Undercover (Spy)
- 2015: Minions (Stimme)
- 2015: Break a Hip (Webserie, 3 Folgen)
- 2016: Tallulah
- 2016: Die Insel der besonderen Kinder (Miss Peregrine’s Home for Peculiar Children)
- 2016: Girl on the Train (The Girl on the Train)
- 2017: I, Tonya
- 2017: Sun Dogs
- 2019: Troop Zero
- 2019: Ma
- 2019: Bad Education
- 2019: The Kominsky Method (Fernsehserie, Folge 2x08)
- 2019: Bombshell – Das Ende des Schweigens (Bombshell)
- 2019: Die Addams Family (Stimme Margaux)
- 2021: Breaking News in Yuba County
- 2022: To Leslie
- 2022: Lou
- 2022: The People We Hate at the Wedding
- 2023: The Creator
- 2024: Palm Royale (Fernsehserie)
- seit 2024: Diplomatische Beziehungen (The Diplomat, Fernsehserie)
- 2025: Nur noch ein kleiner Gefallen (Another Simple Favor)
- 2025: Everything’s Going to Be Great

## Auszeichnungen und Nominierungen
Oscar
- 2018: Auszeichnung als Beste Nebendarstellerin für I, Tonya

Golden Globe Award
- 2001: Nominierung als Beste Nebendarstellerin – Serie, Mini-Serie oder TV-Film für The West Wing
- 2002: Nominierung als Beste Nebendarstellerin – Serie, Mini-Serie oder TV-Film für The West Wing
- 2003: Nominierung als Beste Serien-Hauptdarstellerin – Drama für The West Wing
- 2004: Nominierung als Beste Serien-Hauptdarstellerin – Drama für The West Wing
- 2015: Nominierung als Beste Nebendarstellerin – Serie, Mini-Serie oder TV-Film für Mom
- 2018: Auszeichnung als Beste Nebendarstellerin für I, Tonya
- 2025: Nominierung als Beste Nebendarstellerin – Serie, Mini-Serie oder TV-Film für Diplomatische Beziehungen

British Academy Film Award
- 2018: Auszeichnung als Beste Nebendarstellerin für I, Tonya

Emmy
- 2000: Auszeichnung als Beste Nebendarstellerin in einer Dramaserie für The West Wing
- 2001: Auszeichnung als Beste Nebendarstellerin in einer Dramaserie für The West Wing
- 2002: Auszeichnung als Beste Hauptdarstellerin in einer Dramaserie für The West Wing
- 2003: Nominierung als Beste Hauptdarstellerin in einer Dramaserie für The West Wing
- 2004: Auszeichnung als Beste Hauptdarstellerin in einer Dramaserie für The West Wing
- 2006: Nominierung als Beste Hauptdarstellerin in einer Dramaserie für The West Wing
- 2014: Auszeichnung als Beste Gastdarstellerin in einer Dramaserie für Masters of Sex
- 2014: Auszeichnung als Beste Nebendarstellerin in einer Comedyserie für Mom
- 2015: Nominierung als Beste Gastdarstellerin in einer Dramaserie für Masters of Sex
- 2015: Auszeichnung als Beste Nebendarstellerin in einer Comedyserie für Mom
- 2016: Nominierung als Beste Gastdarstellerin in einer Dramaserie für Masters of Sex
- 2016: Nominierung als Beste Nebendarstellerin in einer Comedyserie für Mom
- 2017: Nominierung als Beste Hauptdarstellerin in einer Comedyserie für Mom
- 2018: Nominierung als Beste Hauptdarstellerin in einer Comedyserie für Mom

Screen Actors Guild Award
- 2001: Auszeichnung als Beste Darstellerin in einer Dramaserie für The West Wing
- 2001: Auszeichnung als Bestes Schauspielensemble in einer Dramaserie für The West Wing
- 2002: Auszeichnung als Beste Darstellerin in einer Dramaserie für The West Wing
- 2002: Auszeichnung als Bestes Schauspielensemble in einer Dramaserie für The West Wing
- 2003: Nominierung als Beste Darstellerin in einer Dramaserie für The West Wing
- 2003: Nominierung als Bestes Schauspielensemble in einer Dramaserie für The West Wing
- 2004: Nominierung als Beste Darstellerin in einer Dramaserie für The West Wing
- 2004: Nominierung als Bestes Schauspielensemble in einer Dramaserie für The West Wing
- 2005: Nominierung als Beste Darstellerin in einer Dramaserie für The West Wing
- 2005: Nominierung als Bestes Schauspielensemble in einer Dramaserie für The West Wing
- 2006: Nominierung als Bestes Schauspielensemble in einer Dramaserie für The West Wing
- 2018: Auszeichnung als Beste Nebendarstellerin für I, Tonya

Critics’ Choice Movie Award
- 2003: Nominierung für das Beste Schauspielensemble für The Hours – Von Ewigkeit zu Ewigkeit
- 2008: Auszeichnungen für das Beste Schauspielensemble für Hairspray
- 2008: Nominierung für das Beste Schauspielensemble für Juno
- 2012: Auszeichnungen für das Beste Schauspielensemble für The Help
- 2018: Auszeichnungen als Beste Nebendarstellerin für I, Tonya

Critics’ Choice Television Award
- 2014: Auszeichnung als Beste Gastdarstellerin in einer Dramaserie für Masters of Sex
- 2014: Auszeichnung als Beste Nebendarstellerin in einer Dramaserie für Mom
- 2015: Auszeichnung als Beste Nebendarstellerin in einer Dramaserie für Mom
- 2016: Nominierung als Beste Nebendarstellerin in einer Dramaserie für Mom
- 2017: Nominierung als Beste Nebendarstellerin in einer Dramaserie für Mom

Tony Award
- 1998: Nominierung als Beste Hauptdarstellerin für A View from the Bridge
- 2009: Nominierung als Beste Hauptdarstellerin in einem Musical für 9 to 5